# Paul Lovens
Paul Lovens, (Aachen, 1949. június 6. –) német dzsesszdobos, ütőhangszeres.

## Pályafutása
Lovens autodidakta zenész. Tizennégyéves kora óta játszik zenekarokban. Kezdetben a dixieland és a tánczene területén, később a dzsessz különböző műfajaiban is. Turnézenészként több mint 50 éve jár külföldön, és számtalan felvételen hallható.
1968/69-ben az Organization együttesben játszott Florian Schneiderrel, Ralf Hütterrel és Eberhard Kranemannal.
1969-től a free dzsessz foglalkoztatta. 1970 óta folyamatosan trióban játszik  Alexander von Schlippenbach-al (zongora) és Evan Parkerrel (szaxofon), valamint a Globe Unity Orchestra-ban.
Tagja volt a Berlin Contemporary Jazz Orchestra-nak is. Rüdiger Carllal, Hans Reichellel és Shelley Hirsch-lel megalakította a September Bandet. 1976-ban Paul Lyttonnal megalapította saját Po Torch kiadóját). 2014-ben a római Villa Massimo munkatársa volt.
Aachenben és Nickelsdorfban él.

## Zenekarvezető
- Voerkel/Frey/Lovens (1976)
- Carpathes with Michel Pilz, Peter Kowald (1976)
- Was It Me with Paul Lytton (1977)
- Paul Rutherford/Paul Lovens (1978)
- Moinho Da Asneira with Paul Lytton (1980)
- Weavers with Gunter Christmann, Maarten Altena (1980)
- The Last Supper with Toshinori Kondo (1981)
- Der Traum Der Roten Plame (1982)
- Death Is Our Eternal Friend with Toshinori Kondo (1983)
- The Fetch with Paul Lytton (1984)
- Stranger Than Love with Alexander von Schlippenbach (1985)
- News from the Shed with Butcher/Durrant/Malfatti/Russell (1989)
- Regalia with Cecil Taylor (1989)
- Goldberg with Urs Voerkel (1990)
- Nothing to Read with Mats Gustafsson (1991)
- Choice-Chase with Stephan Wittwer (1995)
- Mouth Eating Trees and Related Activities with Mats Gustafsson (1996)
- Patrizio with Eugene Chadbourne (1997)
- Quicksand with Frank Gratkowski (2001)
- Papajo (2002)
- Acthung with Thomas Lehn (2003)
- Trio with Christmann/Gustaffson (010)
- Wegen Meines with Moodswing 3 (2010)
- Live at Hasselt with Vandeweyer/Van Hove/Blume (2013)
- Live 2013 with Stefan Keune (2016)
- Mein Freund Der Baum with Stoffner/Mahall (2017)
- The Room: Time and Space, with Seppe Gebruers, Hugo Antunes (2018)
- Nothing Particularly Horrible with Keune/Russell/Schneider (2019)
- Meeting the Past (2020)

## Díjak
- 2019: Albert Mangelsdorff-díj

## Fordítás
Ez a szócikk részben vagy egészben  a   Paul Lovens című német Wikipédia-szócikk ezen változatának fordításán alapul.  Az eredeti cikk szerkesztőit annak laptörténete sorolja fel. Ez a jelzés csupán a megfogalmazás eredetét és a szerzői jogokat jelzi, nem szolgál a cikkben szereplő információk forrásmegjelöléseként.